# بيتر إتش وود
بيتر إتش وود (بالإنجليزية: Peter H. Wood)‏ هو مؤرخ أمريكي، ولد في 1943.